# Hindrik Hoekzema

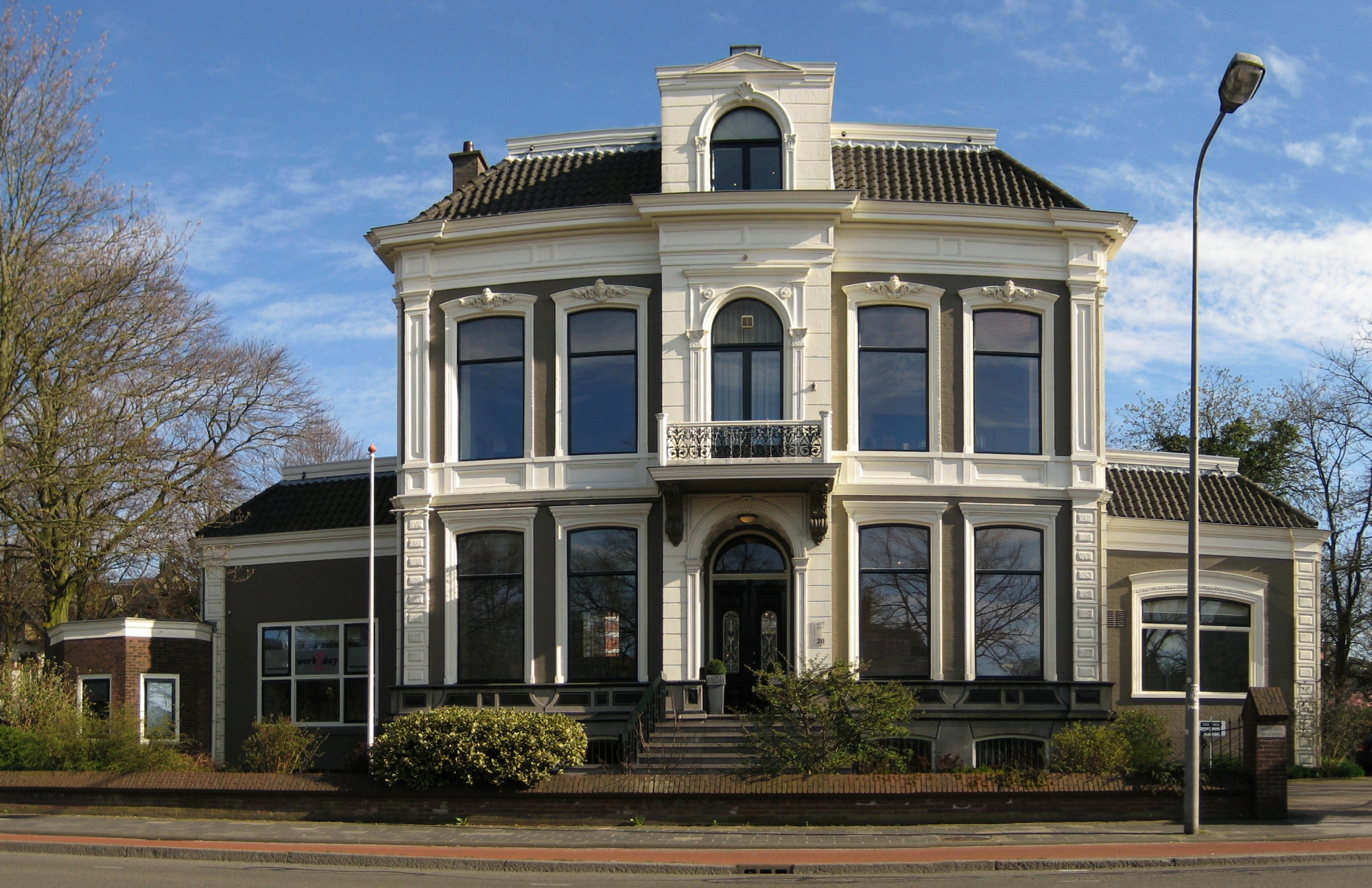
De villa Zuiderpark 20 (1882) in Groningen, die Hindrik Hoekzema samen met zijn broer K. Hoekzema ontwierp (foto 2010)

Hindrik Hoekzema, meest bekend onder H. Hoekzema, (Groningen, 13 augustus 1853 - aldaar, 19 maart 1923) was een Nederlandse architect. 
Hij was zoon van Antje Kornelis Brands en timmerman Johannes Hoekzema. Broer  Klaas Hoekzema was eveneens architect, diens zoon  Gerhardus Hoekzema ook. Hijzelf trouwde in 1877 (hij vermeldt dan architect, wonend in Sappemeer) met Suzanna Boelina Landweer.
Samen met zijn broer ontwierp hij een flink aantal gebouwen in de stad Groningen. Een aantal daarvan werden later beschermd door de status van rijks- of gemeentelijk monument. 
Hindrik Hoekzema overleed drie jaar na zijn vrouw op 69-jarige leeftijd.

## Werken (selectie)
Door H. Hoekzema samen met zijn broer K. Hoekzema ontworpen panden in Groningen zijn onder meer:
- 1880: Woonhuis aan de Oliemulderstraat[2]
- 1881: Villa in het Zuiderpark[3]
- 1881: Villa in het Zuiderpark (Huize Mussengang)[4]
- 1880-1882: Villa in het Zuiderpark[5]
- 1888: Herenhuis aan de Ubbo Emmiussingel[6]
- 1904-1905: Kledingmagazijn met bovenwoning aan de Brugstraat[7]